# Epitonium jukesianum
Epitonium jukesianum es una especie de molusco gasterópodo de la familia Epitoniidae. 

## Distribución geográfica
Se encuentra en aguas poco profundas en el sureste de Australia y en la Isla Norte, de  Nueva Zelanda.